# Şaban Genişyürek
Şaban Yılmaz Genişyürek (* 3. Januar 1986 in Illertissen) ist ein deutsch-türkischer Fußballspieler.

## Karriere
Genişyürek kam als Sohn türkischer Einwanderer in Illertissen auf die Welt und begann hier in der Jugend von FV Illertissen mit dem Fußballspielen. Hier fing er später auch an für die 1. Männer aufzulaufen und wurde von den Talentjägern von den Stuttgarter Kickers gescoutet. 2007 wechselte er dann zu den Stuttgartern und war hier eineinhalb Jahre aktiv. Zur Rückrunde der Spielzeit 2008/09 verließ der die Kicker und kehrte zum FV Illertissen zurück.
Zur Saison 2009/10 lag ihm aus der Türkei vom Zweitligisten Karşıyaka SK ein Angebot vor. Genişyürek nahm es an und wechselte in die Heimet seiner Eltern. Hier fristete er eine Spielzeit lang eher ein Reservistendasein und kam nur spodarisch zu Spieleinsätzen. So verließ Genişyürek zur nächsten Saison den Verein und wechselte in die TFF 2. Lig zu Çorumspor. Hier erlebte er mit acht Treffern in 26 Spielen eine erfolgreiche Saison.
Im Sommer wurde er auf Direktive des neuen Trainers Reha Kapsal zu Karşıyaka SK zurückgeholt. Hier erzielte er bis zur Winterpause acht Ligatreffer und war damit der erfolgreichste Torschütze seiner Mannschaft.
Zum Saisonende konnte er sich mit Karşıyaka auf keine Vertragsverlängerung einigen und löste nach gegenseitigem Einvernehmen seinen Vertrag auf. Kurze Zeit nach dieser Vertragsauflösung wechselte er zum Erzrivalen von Karşıyaka, zum Stadt- und Ligakonkurrenten Göztepe Izmir.
In der Sommertransferperiode 2014 wechselte Genişyürek zum Zweitligisten Ankaraspor. Diesen Verein, der sich zwischenzeitlich in Osmanlıspor FK umbenannt hatte, verließ er in Richtung Manisaspor.
Mit vier Toren bei zwölf Einsätzen für Manisaspor konnte auch Genişyürek den Abstieg in die Drittklassigkeit nicht verhindern. Daraufhin wechselte er zur Saison 2014/15 zu Denizlispor. Zur Saison 2016/17 wechselte er zu İstanbulspor und setzte damit seine Karriere in der TFF 2. Lig fort. Mit diesem Verein erreichte er zum Saisonende die Meisterschaft der TFF 2. Lig und damit den Aufstieg in die TFF 1. Lig. Nach einer weiteren halben Saison für İstanbulspor, verließ er den Klub im Januar 2018 und wechselte zum Drittligisten Bodrum Belediyesi Bodrumspor.

## Erfolge
Mit İstanbulspor
- Meister der TFF 2. Lig und Aufstieg in die TFF 1. Lig: 2016/17